# Johann Paul Knohll

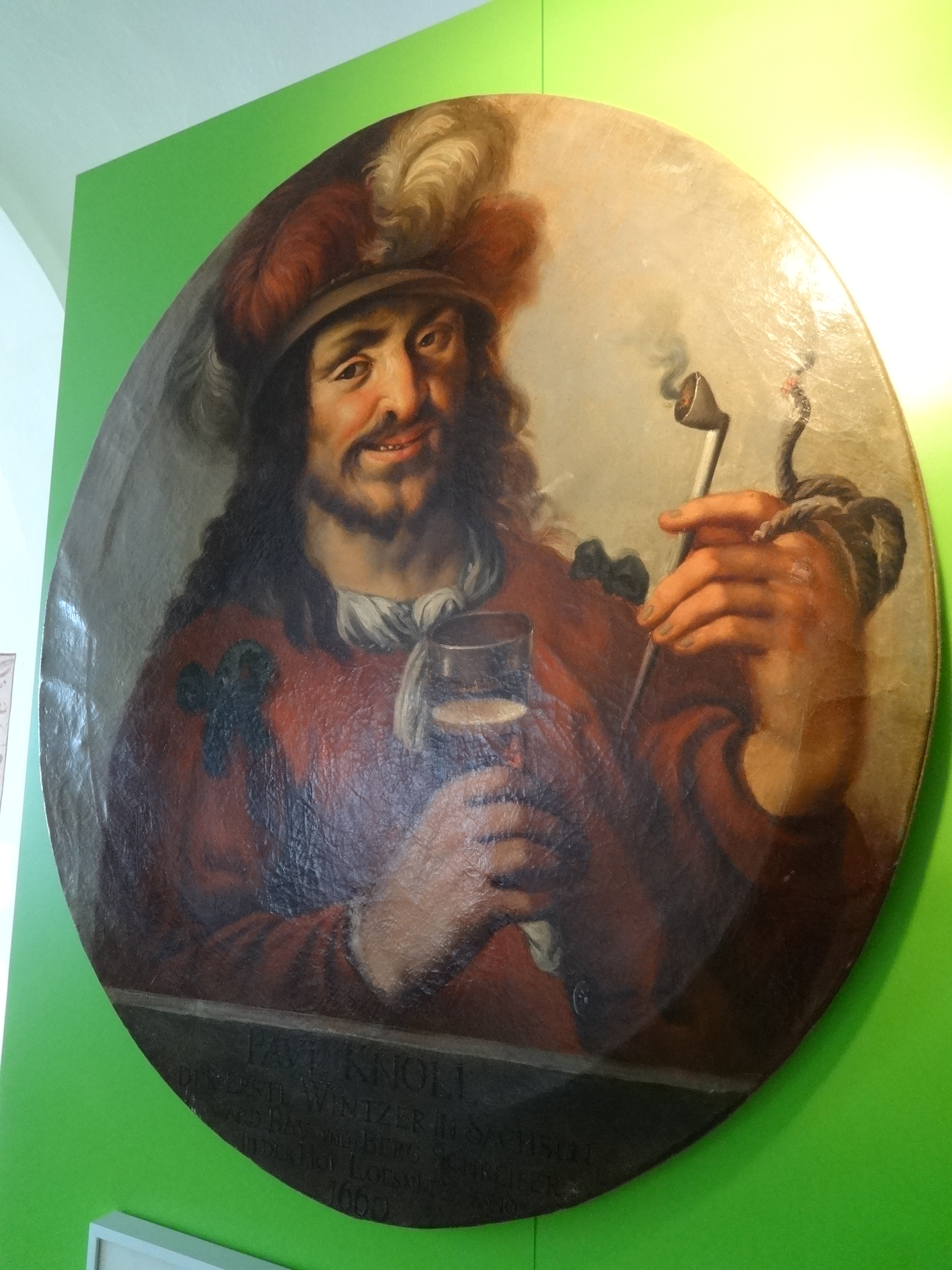
Porträt Knohlls

Johann Paul Knohll: Klein Vinicultur-Büchlein

Johann Paul Knohll (* um 1628 in/um Dresden; † um 1708/nach 1702 wahrscheinlich in Kötzschenbroda, heute Radebeul), auch Johann Paul Knoll, Johannes Paul Knohlle, J. P. K., beziehungsweise unter den Pseudonymen Sincerus Philalethes und Sincerus Philalethus, war ein kursächsischer Weinfachmann sowie Amts-, Bau- und Weinbergsschreiber.

## Leben und Wirken

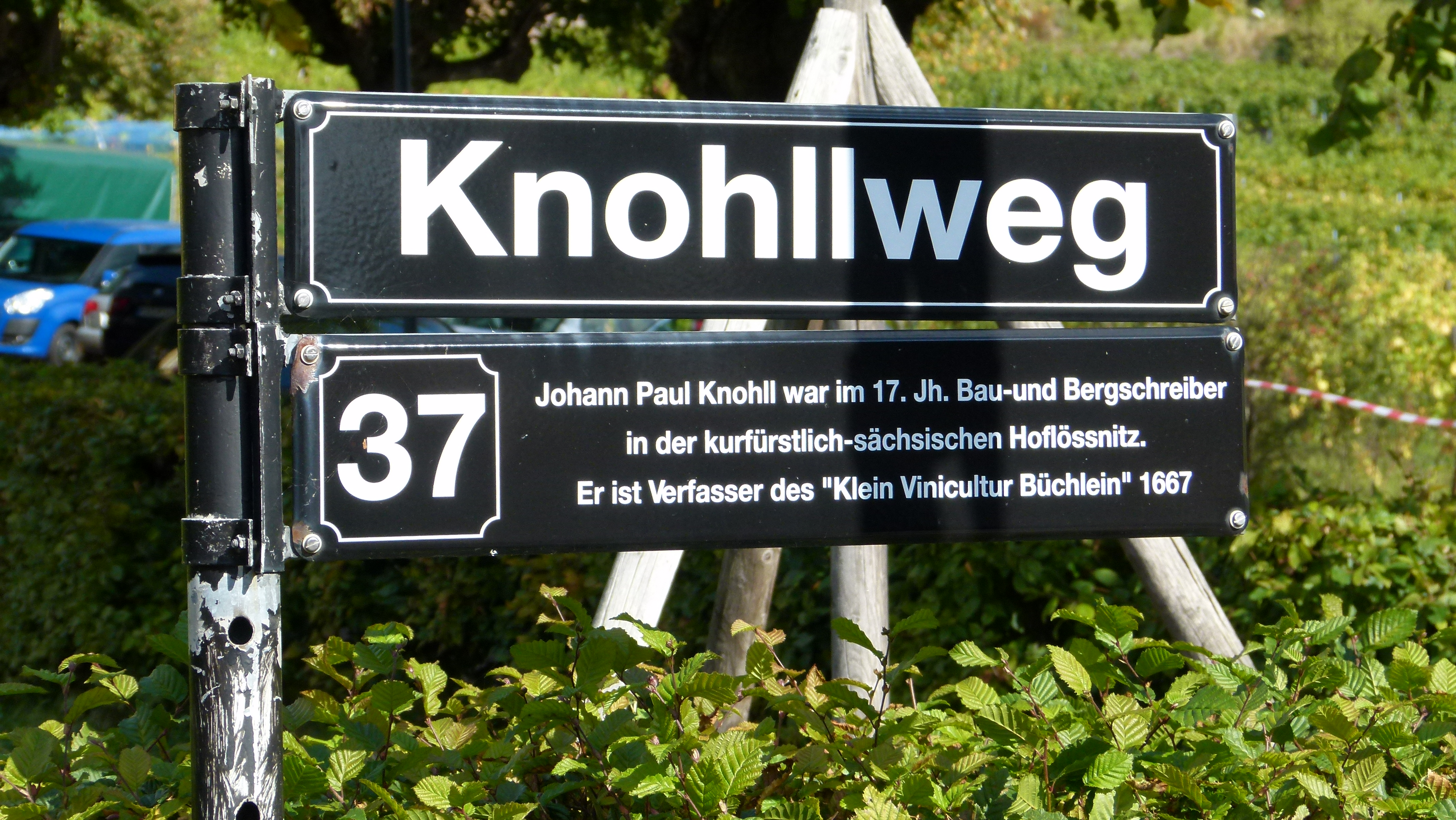
Das Straßenschild zum Knohllweg an der Hoflößnitz

Der aus einer Winzerfamilie stammende Knohll wurde bereits 1645/1646 mit der Aufsicht über im Gedinge arbeitende Winzerfamilien beauftragt. 1655 wurde Knohll stellvertretender Weinbergverwalter in Wittenberg. 
Ab 1661 war er Bau- und Bergschreiber in den kurfürstlichen Weinbergen der Lößnitz mit Sitz in der Hoflößnitz. Neben seiner Arbeit, der Aufsicht über die Hoflößnitz sowie der Instandhaltung derselben, schrieb er 1667 mit seinem Werk Klein Vinicultur-Büchlein, einem Auftragswerk des Kurfürsten, einen Kommentar zu der vom 23. April 1588 stammenden Kurfürstlich Sächsischen Weingebürgsordnung. In dem Werk wird nicht nur der Kanon der 24 feststehenden Regeln von vorgeschriebenen Weinbergsarbeiten in den kurfürstlichen Bergen ausführlich erläutert, sondern diese werden ergänzt mit eigenen Erfahrungen. Dies machte es bis in das 19. Jahrhundert zum Standardwerk sächsischer Winzerei. Die Auseinandersetzung mit den zeitgenössischen Missständen im Weinbau macht das Buch heute zu einer wichtigen Quelle seiner Zeit über das Leben und Arbeiten der Winzer.
Nicht nur wegen der bösartigen Einlassungen gegen die Winzer in seinem Buch, sondern auch wegen des dauerhaften Zwists mit seinen Winzern wurde Knohll 1672 ungnädig als Bergverwalter nach Schulpforta bei Naumburg versetzt. Um 1685 lebte er in Dresden und nach 1690 als Lehrer in Leipzig. Nach 1702, wahrscheinlich um 1708, verstarb Knohll wahrscheinlich in Kötzschenbroda.
In Radebeul wurde eine Straße direkt an der Hoflößnitz – der Knohllweg – nach ihm benannt.

## Werke

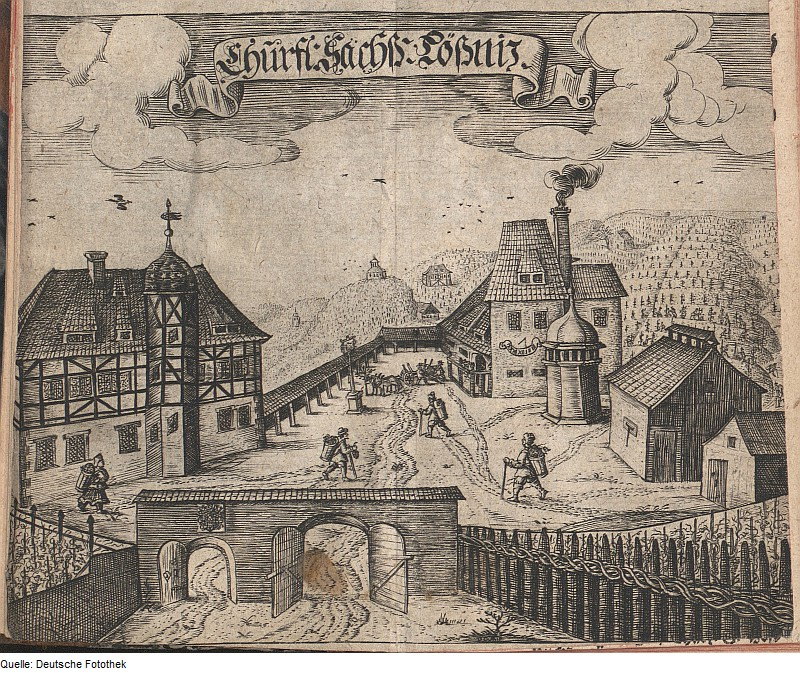
Ansicht Weinberge in der Lößnitz mit Weingut. Johann Paul Knohll: Klein Vinicultur-Büchlein. Frontispiz, 1667.

- Johann Paul Knohll: Klein Vinicultur-Büchlein/Das ist Kurtzer Inhalt und Unterricht des Weinbaues / Wie solcher im Ober-Sächsischen / und meistens im Meißnischen Creysse / nach hiesiges Landes-Art gepfleget / und iedesmal mit seinen sonderlichen Arbeiten bestellet werden soll / Nach Anleitung der Churfürstl. Sächs. hierbey befindlichen Weingebürgs-Constitution. Allen Hauß-Vätern / so mit dergleichen zu thun / besitzen / umgehen / sich gebrauchen / und darvon nehren / zu einen sonderbaren Nutzen und Besten / theils und meistes aus eigner nachgesonnener / theils auch von alten Hauß-Vätern erlernter Erfahrung / ein- und zusammengetragen / Von Johann Paul Knohllen / Bau- und Bergschreibern, in der Churfürstl. Sächs. Lößnitz bey Dreßden / an Dero Berg- und Lust-Hause uff der Weinpreße daselbst. Mit Churfürstl. Sächs. Freyheit. Gedruckt durch Melchior Bergen / Churfürstl. S. Hof-Buchdrucker / 1667. Weitere Auflagen 1700, 1711, 1848.
- dto. als Reprint bei Edition Weinland Sachsen, Verlag Helmer Pardun, Radebeul, 2001.
- Sincerus Philaletes: Der Curiöse und Offenhertzige Wein-Arzt / Das ist: Allerhand bewährten Mitteln / wie der Wein von der Kelter an sorgfältig zu warten / beständig gut zu erhalten / in andere / Kräuter-Würz- und frembde Weine zu verwandeln / und so er ohngefähr zu Schaden kommen / ihme glücklich wieder zu helfen sey; Allen Hauß-Vätern und Müttern mitgetheilet von Sincero Philaletes Dresden bey Johann Jacob Wincklern / 1700.
- Anonym (von Johann Paul Knohll): Kurtze Beschreibung und Unterricht Des Wein-Baues / Allen / so mit dergleichen zu thun / besitzen / umgehen / sich gebrauchen und erhalten / zu einem sonderbaren Nutzen / Nebst einem Offenherzigen Wein-Artzt / Oder: Allerhand bewährten Mitteln / wie der Wein von der Kelter an sorgfältig zu warten / beständig gut zu erhalten / in andere / Kräuter-Würz- und frembde Weine zu verwandeln / und so er ohngefähr zu Schaden kommen / ihme wieder zu helfen sey; Allen Hauß-Wirthen mitgetheilet und mit einer Baum-Schule vermehret. Dresden bey Johann Jacob Wincklern / 1711.